# Bispebjerg
Bispebjerg er en administrativ bydel i København med 54.583 (2016) indbyggere. Bydelen dækker et areal på 6,83 km2 med en befolkningstæthed er på 7.227 indbyggere pr. km2. Bispebjerg udgør den nordligste bydel i Københavns Kommune og rummer ca. ni procent af kommunens 659.350 indbyggere  (2024).
Her ligger blandt andet Grundtvigs Kirke tæt ved Bispebjerg kirkegård. Endvidere ligger her Bispebjerg Hospital og Bispebjerg Station.
Nordvestkvarteret er en hyppigt benyttet, men uofficiel, betegnelse for primært Bispebjerg bydel men også enkelte dele af Vanløse og Nørrebro.

## Områder på Bispebjerg
På Bispebjerg bydel findes følgende områder:
- Bispebjerg-kvarteret (hvor Grundtvigskirken ligger).
- Bellahøj
- Emdrup
- Utterslev